# Brigitte Kingsley
 (janvier 2019).
Si vous disposez d'ouvrages ou d'articles de référence ou si vous connaissez des sites web de qualité traitant du thème abordé ici, merci de compléter l'article en donnant les références utiles à sa vérifiabilité et en les liant à la section « Notes et références ».
Pour les articles homonymes, voir Kingsley.
Brigitte Kingsley, née le 12 avril 1976 à Sudbury en Ontario, est une actrice canadienne.

## Filmographie

### Comme actrice

#### Cinéma
- 2000 : Fréquence interdite (Frequency) : la serveuse au bar
- 2003 : Three Shades of Black : Sara Heart
- 2005 : The Pretender (court métrage) : Brigitte Kingsley
- 2007 : Dark Rising: Bring Your Battle Axe : Summer Vale
- 2011 : Agency of Vengeance: Dark Rising : Summer Vale
- 2011 : Gangster : Fiona Kordic
- 2011 : One Wish (court métrage) : Natalie
- 2015 : Night Cries : Sarah Morgan
- 2018 : Une voisine inquiétante (A Deadly View) : Sandy
- 2019 : Afterwards : l'ange

#### Séries télévisées
- 1996 : Game Nation : Suki Diefenbaker
- 1996 : PSI Factor: Chronicles of the Paranormal : Kate Fitzgerald jeune
- 1999 : Student Bodies : Stacey
- 2005 : Bury the Lead
- 2006 : Screwed Over (6 épisodes) : Brigitte
- 2009 : Howie Do It (6 épisodes) : Brigitte Kingsley
- 2010 : Kids in the Hall: Death Comes to Town (mini-série) : la jeune femme sexy
- 2010-2011 : Scare Tactics (5 épisodes) : Brigitte
- 2011 : Dark Rising: The Savage Tales of Summer Vale (12 épisodes) : Summer Vale
- 2012 : Transporter: The Series : Brunette
- 2014 : Dark Rising: Warrior of Worlds (5 épisodes) : Summer Vale
- 2017 : Hard Rock Medical (2 épisodes) : Amy

#### Téléfilms
- 2000 : The Chippendales Murder : la lady #2
- 2005 : Mariés, huit enfants (I Do, They Don't) : Karaoke Crowd Patron
- 2010 : Medium Raw: Night of the Wolf : Jamie
- 2015 : A Wish Come True : Curvy Brunette
- 2016 : A Puppy for Christmas : Erica (as Brigitte Kingsley Cymek)
- 2017 : A Very Country Christmas : officier Patty
- 2018 : Un Noël à croquer (Christmas With a View) : Janice A
- 2019 : BFF Bride : Melinda
- 2021 : Le mariage de ma boss (My Boss' Wedding) de Andrew Cymek : Kim[1]

### Comme productrice
- 2005 : The Pretender (court métrage)
- 2007 : Dark Rising: Bring Your Battle Axe
- 2010 : Medium Raw: Night of the Wolf (téléfilm)
- 2011 : Dark Rising: The Savage Tales of Summer Vale (série télévisée)
- 2011 : Agency of Vengeance: Dark Rising
- 2011 : One Wish (court métrage)
- 2012 : Two Hands to Mouth
- 2014 : Dark Rising: Warrior of Worlds (série télévisée) (5 épisodes)
- 2014 : The Door
- 2015 : Night Cries
- 2016 : Blood Hunters
- 2016 : Country Crush
- 2016 : Thresher (court métrage)
- 2017 : The Shadow Man
- 2018 : Autumn Stables (téléfilm)
- 2018 : A Deadly View
- 2018 : My Perfect Romance (téléfilm)
- 2019 : BFF Bride (téléfilm)